# Jim Nestor
Edward James Nestor (12 de janeiro de 1920 — 26 de junho de 2010) foi um ciclista australiano que competiu nos Jogos Olímpicos de Verão de 1948 e de 1956, representando a Austrália.